# Âu Lạc
Âu Lạc [a] (chữ Hán: 甌貉 /甌駱;  pinyin: Ōu Luò ; Wade–Giles: Wu1-lo4; Chinês médio (ZS): * ʔəu-*lɑk̚ <; Chinês antigo: * ʔô-râk  ) era uma suposta entidade política que cobria partes da atual Guangxi e do norte do Vietnã.  Fundada em 257 a.C. por uma figura chamada Thục Phán (Rei An Dương), foi uma fusão de Nam Cương (Âu Việt) e Văn Lang (Lạc Việt), mas sucumbiu ao estado de Nanyue em 179 a.C., que, por sua vez, foi finalmente conquistado pela dinastia Han.   Outras fontes históricas indicam que existiu de 257 a.C. a 208 a.C. ou de 208 a.C. a 179 a.C. Sua capital ficava em Cổ Loa, atual Hanói, no Delta do Rio Vermelho. 

## História

### Fundação
De acordo com o folclore, antes do domínio chinês do norte e centro-norte do Vietnã, a região era governada por uma série de reinos chamados Văn Lang com um governo hierárquico, liderado pelos Reis Lạc (Reis Hùng), que eram servidos por Lạc hầu e Lạc tướng.    Em aproximadamente 257 a.C, Văn Lang foi supostamente anexada pelo líder Âu Việt Thục Phán, que de acordo com a historiografia tradicional vietnamita, era o príncipe ou rei de Shu.  Este povo Âu Việt habitava a parte sul do rio Zuo, a bacia de drenagem do rio You e as áreas a montante dos rios Lô, Gâm e Cầu, de acordo com o historiador vietnamita Đào Duy Anh.  O líder do Âu Việt, Thục Phán, derrubou os últimos reis Hùng e unificou os dois reinos, estabelecendo o governo Âu Lạc e proclamando-se Rei An Dương (An Dương Vương).   Segundo Taylor (1983):
Nosso conhecimento do reino de Âu Lạc é uma mistura de lenda e história. O rei An Duong é a primeira figura na história vietnamita documentada por fontes históricas confiáveis, mas a maior parte do que sabemos sobre seu reinado sobreviveu em forma lendária.

### Construção da Cidadela de Cổ Loa

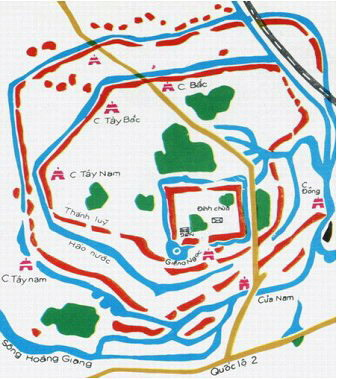
Mapa de Cổ Loa

Cổ Loa, o maior assentamento urbano pré-histórico com fosso no Sudeste Asiático,  foi o primeiro centro político da civilização vietnamita na era pré-sinítica,  abrangendo 600 hectares,   e exigindo cerca de 2 milhões de metros cúbicos de material.  A construção pode ter começado já no século IV a.C., enquanto a fase intermediária da construção ocorreu entre 300 e 100 a.C.  A escala do sistema de muralhas de Cổ Loa, juntamente com as formas complexas de organização do trabalho e as despesas trabalhistas necessárias para sua construção, demonstraram a capacidade do governo de produzir excedentes suficientes, mobilizar recursos, direcionar e garantir a continuidade da construção, bem como manter a cidadela ao longo do tempo. Isto sinalizou um alto grau de centralização política e uma autoridade política duradoura que era altamente "consolidada, institucionalizada e concentrada".  Kim (2015) estimou que a construção de um projeto de tão grande escala exigiria entre 3.171.300 e 5.285.500 dias-pessoa.  Pode fornecer “protecção física, simbólica e psicológica”, exibindo o poder e a capacidade de autodefesa do Estado, dissuadindo assim qualquer ameaça potencial. 
Relatos históricos afirmam que, após supostamente tomar o poder, Kinh An Dương ordenou a construção de um assentamento fortificado chamado Cổ Loa como sua sede de poder.   Parecia uma concha de caracol (seu nome, Cổ Loa 古螺, significa "caracol velho": segundo Đại Việt Sử Ký Toàn Thư, a cidadela tem o formato de um caracol ).  
Os eventos relacionados à construção de Cổ Loa são lembrados na lenda da tartaruga dourada. Segundo esta lenda, ao ser construída, a cidadela viu todo o seu trabalho misteriosamente desfeito por um grupo de espíritos liderados por uma galinha branca de mil anos que buscava vingar o filho do rei anterior.  Em resposta ao apelo do rei, uma tartaruga dourada gigante emergiu de repente da água e protegeu o rei até a conclusão da cidadela. A tartaruga deu uma de suas garras ao Rei antes de partir e o instruiu a fazer uma besta usando-a como gatilho, assegurando-lhe que seria invencível com ela.   Um homem chamado Cao Lỗ (ou Cao Thông) foi encarregado de criar essa besta. Foi então chamada de "Besta Sagrada da Garra Dourada Sobrenaturalmente Luminosa" (靈光金爪神弩; SV: Linh Quang Kim Trảo Thần Nỏ ) ; um tiro poderia matar 300 homens.   

### Colapso
Em 204 a.C., em Panyu (hoje Guangzhou), Zhao Tuo estabeleceu o reino de Nanyue.  Taylor (1983) acreditava que quando Nanyue e Âu Lạc coexistiam, Âu Lạc temporariamente reconhecia Nanyue para mostrar seu sentimento anti-Han mútuo, e isso não implicava que Nanyue exercesse qualquer autoridade real sobre Âu Lạc. A influência de Nanyue sobre Âu Lạc diminuiu depois que ele normalizou as relações com a dinastia Han. O exército que Zhao Tuo havia criado para se opor aos Han estava agora disponível para ser mobilizado contra os Âu Lạc. 
Os detalhes da campanha não foram registrados autenticamente. Os primeiros reveses de Zhao Tuo e a eventual vitória contra o Rei An Dương foram mencionados nos Registros do Território Externo da Região de Jiao (交州外域記) e nos Registros da Era Taikang do Jin (晉太康記). [b] Os registros do Grande Historiador não mencionaram nem a conquista militar de Âu Lạc pelo Rei An Duong nem por Zhao Tuo, apenas que após a morte da Imperatriz Lü (180 a.C.), Zhao Tuo usou suas tropas para ameaçar e sua riqueza para subornar os Minyue, os Ou Ocidentais e os Luo para que se submetessem.  No entanto, a campanha inspirou uma lenda sobre a transferência da besta. Segundo o mito, a posse da besta conferia poder político: "Aquele que é capaz de segurar esta besta governa o reino; aquele que não é capaz de segurar esta besta perecerá." 
Sem sucesso no campo de batalha, Zhao Tuo pediu uma trégua e enviou seu filho Zhong Shi à corte do Rei An Dương. Zhong Shi e Mỵ Châu, filha do Rei An Duong, se apaixonaram e se casaram. A sociedade matrilocal exigia que o marido vivesse na residência da esposa, por isso o casal ficava na corte de An Duong.    [c] Enquanto isso, o Rei An Duong maltratou Cao Lỗ, e ele foi embora. 
Zhong Shi pediu a Mỵ Châu que lhe mostrasse a besta, momento em que ele secretamente mudou o gatilho, tornando-a inútil. Ele então pediu para retornar ao seu pai, que então lançou um novo ataque a Âu Lạc e desta vez derrotou o Rei An Dương. A tartaruga então contou ao rei sobre a traição de sua filha e a matou por sua traição antes de ir para o reino aquático.     É possível que a besta mágica tenha sido um tipo de novo modelo de exército sob o comando de Cao Thông, que foi influenciado pelas tecnologias e inovações dos Estados Combatentes.  
Zhao Tuo incorporou então as regiões em Nanyue, mas deixou os chefes indígenas controlando a população.    Esta foi a primeira vez que a região fez parte de um governo liderado por um governante chinês.  Zhao Tuo enviou dois oficiais para supervisionar os senhores Âu Lạc, um no Delta do Rio Vermelho, chamado Giao Chỉ, e outro nos rios Mã e Cả, chamado Cửu Chân.   Seu principal interesse parecia ser o comércio; e sua influência era limitada além de um ou dois postos avançados. A sociedade local permaneceu inalterada.  
Em 111 a.C., uma dinastia Han militarmente poderosa conquistou Nanyue e governou-a durante as centenas de anos seguintes.   Assim como no governo de Nanyue, o poder político estava nas mãos dos senhores locais. “Selos e fitas” foram concedidos a esses líderes locais como seu símbolo de status, em troca eles pagavam “tributo a um suserano”, mas os oficiais Han consideravam isso como “impostos”.   Os modos de vida indígenas e a classe dominante não sofreram impacto sinítico significativo no primeiro século d.C. Foi somente na quarta década do primeiro século d.C. que o governo Han impôs um governo mais direto e intensificou os esforços de sinização.    Os Han consolidaram totalmente o seu controlo, substituindo o sistema de impostos flexíveis por uma administração Han completa e governando a região directamente como províncias.   Antes disso, embora "alguma forma de hegemonia nominal do norte tenha sido instalada",  não havia evidências de que qualquer empresa de estilo chinês controlasse a região durante o segundo ou primeiro século a.C., pois certos relatos históricos são relativamente sinocêntricos e enganosos quanto à natureza da sociedade proto-vietnamita antes da "imposição real e posterior do poder chinês total". 

## Governo e sociedade
Com base em evidências de registros históricos e arqueológicos, Kim (2015) acreditava que uma "sociedade altamente centralizada e abrangente em nível estadual, com instituições e estruturas políticas duradouras" entre 300 e 100 a.C. foi responsável pela construção do assentamento de Cổ Loa.  O seu tamanho e a força de trabalho necessária para a sua construção implicavam "uma forte força militar e um controlo centralizado e estatal significativo".  O número de ferramentas de bronze também sugeria a existência de produção centralizada, estratificação social e monopolização material.  O fato de telhas só poderem ser encontradas em Cổ Loa também indicava que o local era a capital. As aldeias e comunidades vizinhas parecem ter pago impostos à política centralizada. 
Os chineses Han descreveram o povo de Âu Lạc como bárbaro e necessitado de civilização, considerando-o carente de moral e modéstia.  As crônicas chinesas afirmam que os povos indígenas do Delta do Rio Vermelho eram deficientes em conhecimentos de agricultura, metalurgia e política,  e que sua civilização era apenas um subproduto transplantado da colonização chinesa. Eles negaram a evolução cultural in situ ou a complexidade social, atribuindo qualquer desenvolvimento à sinicização,  embora estivessem cientes desta sociedade "estável, estruturada, produtiva, populosa e relativamente sofisticada" que encontraram. 
As mulheres gozavam de elevado estatuto na sociedade Lạc.  Tal sociedade é uma sociedade matrilocal, um sistema social no qual um casal reside com ou perto dos pais da esposa. Assim, as filhas de uma mãe permanecem vivendo na casa da mãe (ou perto dela), formando grandes famílias-clãs. Os casais, depois do casamento, geralmente vão viver com a família da esposa. Também foi dito que a sociedade proto-vietnamita era matrilinear.  O estatuto dos senhores de Lạc era transferido através da linhagem materna, enquanto as mulheres tinham direitos de herança.  Além disso, elas também praticavam o levirato, o que significava que as viúvas tinham o direito de se casar com um parente do sexo masculino de seu falecido marido, geralmente seu irmão, para obter herdeiros. Esta prática proporcionava um herdeiro para a mãe, protegendo os interesses das viúvas e refletindo a autoridade feminina, embora algumas sociedades patriarcais a utilizassem para manter a riqueza dentro da linhagem familiar masculina.   

## Demografia
Havia um alto nível populacional na região antes da chegada da dinastia Han.  Estima-se que a população de Cổ Loa e arredores fosse de milhares de pessoas, e que a população da região do delta maior fosse de dezenas de milhares de pessoas, se não centenas de milhares.  Isto é apoiado pelo censo de 2 d.C., segundo o qual três prefeituras de Giao Chỉ, Cửu Chân e Nhật Nam continham 981.755 pessoas.   Embora alguns possam ser atribuídos à imigração do norte, a imigração Han para o norte do Vietname não foi avassaladora durante este período,  e os níveis populacionais não foram afetados até depois de meados do segundo século. 
Mais tarde, as autoridades chinesas chamaram a população local de Lạc (Lou) e Âu (Ou).  Acredita-se geralmente que o povo Lac seja falante do idioma austro-asiático.  Taylor (2013) acreditava que a população das terras baixas falava principalmente o proto-viet-muong, enquanto aqueles das áreas montanhosas ao norte e oeste do Delta do Rio Vermelho falavam uma língua antiga semelhante ao moderno khmu.  O linguista francês Michel Ferlus concluiu em 2009 que os vietnamitas são os "herdeiros mais diretos" da cultura Đông Sơn (c. 7 a.C. a 1 d.C.), que estava "precisamente localizada no norte do Vietnã". Especificamente, Ferlus (2009) mostrou que as invenções do pilão, do remo e da panela para cozinhar arroz glutinoso, que é a principal característica da cultura Đông Sơn, correspondem à criação de novos léxicos para essas invenções no Viétien do Norte (Việt–Mường) e no Viétien Central (Cuoi-Toum). Os novos vocabulários dessas invenções provaram ser derivados de verbos originais e não itens lexicais emprestados.  Por outro lado, os Âu possivelmente falavam uma língua relacionada à família linguística Tai-Kadai.  Evidências arqueológicas revelam que durante o período pré-Dongson, o Delta do Rio Vermelho era proeminentemente austro-asiático, como amostras genéticas do cemitério de Mán Bạc (datado de 1.800 a.C.) têm grande proximidade com falantes austro-asiáticos modernos,  e então durante o período Dongson, exemplos genéticos produzem uma proporção significativa de estoques Tai (conhecidos como Au, Li-Lao) possivelmente vivendo junto com falantes Viéticos. 

## Economia
A economia era caracterizada pela agricultura com cultivo de arroz irrigado, animais de tração, arados de metal, machados e outras ferramentas, bem como complexos de irrigação.  O cultivo de arroz irrigado pode ter começado no início do segundo milênio a.C., evidenciado por descobertas de sequências palinológicas,   enquanto ferramentas de metal eram usadas regularmente antes de qualquer interação sino-vietnamita significativa.  Chapuis (1995) também sugeriu a existência de pesca de linha e alguma especialização e divisão de trabalho. 
O Vietname do Norte também foi um importante centro de acesso e intercâmbio inter-regional, ligado a outras áreas através de uma extensa rede de comércio extra-regional, desde muito antes do primeiro milénio a.C., graças à sua localização estratégica, ao acesso a rotas de interacção e recursos essenciais, incluindo a proximidade aos principais rios ou à costa [d] e a uma elevada distribuição de minérios de cobre, estanho e chumbo.   Kim (2015) acreditava que seu valor econômico e comercial, incluindo sua localização e acesso a importantes vias navegáveis e produtos tropicais exóticos, teriam sido os principais motivos pelos quais os chineses conquistaram a região, dando-lhes acesso irrestrito a outras partes do Sudeste Asiático. 

#### Inicial
- Ngô Sĩ Liên,  蜀紀 [Thục Dynasty],  大越史記全書 [Đại Việt sử ký toàn thư, Complete Annals of Đại Việt], Peripheral Records/Volume 1
- Li Daoyuan,  水经注 [Commentary on the Water Classic], Volume 37
- Sima Qian,  南越列傳 [The Account of Southern Yue],  史記 [Records of the Grand Historian], Volume 113

#### Moderna
- Alves, Mark (2019). Data from Multiple Disciplines Connecting Vietic with the Dong Son Culture. Contact Zones and Colonialism in Southeast Asia and China's South (~221 BCE – 1700 CE). doi:10.13140/RG.2.2.32110.05446
- Brindley, Erica (2015). Ancient China and the Yue: Perceptions and Identities on the Southern Frontier, c. 400 BCE–50 CE. [S.l.]: Cambridge University Press. ISBN 978-110-70847-8-0
- Buttinger, Joseph (1958). The Smaller Dragon: A Political History of Vietnam. [S.l.]: Praeger Publishers
- Calo, Ambra (2009). The Distribution of Bronze Drums in Early Southeast Asia: Trade Routes and Cultural Spheres. Oxford: Archaeopress. ISBN 9781407303963
- Chang, Yufen (2022). «Academic Dependency Theory and the Politics of Agency in Area Studies: The Case of Anglophone Vietnamese Studies from the 1960s to the 2010s». John Wiley & Sons, Ltd. Journal of Historical Sociology. 35 (1): 37–54. ISSN 0952-1909. doi:10.1111/johs.12363. eISSN 1467-6443
- Chapuis, Oscar (1995). A History of Vietnam: From Hong Bang to Tu Duc. [S.l.]: Greenwood Press. ISBN 0-313-29622-7
- De Vos, George A.; Slote, Walter H., eds. (1998). Confucianism and the Family. [S.l.]: State University of New York Press. ISBN 978-0-791-43735-3
- Dutton, George; Werner, Jayne; Whitmore, John K., eds. (2012). Sources of Vietnamese Tradition. Col: Introduction to Asian Civilizations. [S.l.]: Columbia University Press. ISBN 978-0-231-13862-8
- Đào Duy Anh (2016). Đất nước Việt Nam qua các đời: nghiên cứu địa lý học lịch sử Việt Nam (em vietnamita). [S.l.]: Nha Nam. ISBN 978-604-94-8700-2 Parâmetro desconhecido |orig-date= ignorado (ajuda)
- Đào Duy Anh (2020). Lịch sử Việt Nam: Từ nguồn gốc đến cuối thế kỷ XIX (em vietnamita). [S.l.]: Hanoi Publishing House. ISBN 978-604-556-114-0 Parâmetro desconhecido |orig-date= ignorado (ajuda)
- Ferlus, Michael (2009). «A Layer of Dongsonian Vocabulary in Vietnamese». Journal of the Southeast Asian Linguistics Society. 1: 95–108
- Hilgers, Lauren (2016). «Vietnam's First City». Archaeological Institute of America. Archaeology. 69 (4): 48–53. JSTOR 26348729
- Hoàng, Anh Tuấn (2007). Silk for Silver: Dutch-Vietnamese Rerlations; 1637–1700. [S.l.]: Brill. ISBN 978-90-04-15601-2
- Higham, Charles (1989). The archaeology of mainland Southeast Asia. [S.l.]: Cambridge University Press
- Higham, Charles (1996). The Bronze Age of Southeast Asia. [S.l.]: Cambridge University Press. ISBN 0-521-56505-7
- Holmgren, Jennifer (1980). Chinese Colonization of Northern Vietnam: Administrative Geography and Political Development in the Tonking Delta, First To Sixth Centuries A.D. [S.l.]: Australian National University Press
- Kelley, Liam C. (2014). «Constructing Local Narratives: Spirits, Dreams, and Prophecies in the Medieval Red River Delta». In:  Anderson, James A.; Whitmore, John K. China's Encounters on the South and Southwest: Reforging the Fiery Frontier Over Two Millennia. United States: Brills. pp. 78–106
- Kelley, Liam C. (2013). «Tai Words and the Place of the Tai in the Vietnamese Past». The Journal of the Siam Society. 101 – via ResearchGate
- Kiernan, Ben (2019). Việt Nam: a history from earliest time to the present. [S.l.]: Oxford University Press. ISBN 978-0-190-05379-6
- Kim, Nam C.; Lai, Van Toi; Trinh, Hoang Hiep (2010). «Co Loa: an investigation of Vietnam's ancient capital». Antiquity. 84 (326): 1011–1027. doi:10.1017/S0003598X00067041
- Kim, Nam C. (2015). The Origins of Ancient Vietnam. [S.l.]: Oxford University Press. ISBN 978-0-199-98089-5
- Kim, Nam C. (2020). «A Pathway to Emergent Social Complexity and State Power: A View from Southeast Asia». In:  Bondarenko, Dmitri M.; Kowalewski, Stephen A.; Small, David B. The Evolution of Social Institutions. World-Systems Evolution and Global Futures. [S.l.]: Springer Publishing. pp. 225–253. ISBN 978-3-030-51436-5. doi:10.1007/978-3-030-51437-2_10
- Leeming, David (2001). A Dictionary of Asian Mythology. [S.l.]: Oxford University Press. ISBN 978-0-19-512052-3
- Li, Tana (2011). «A Geopolitical Overview». In:  Li, Tana; Anderson, James A. The Tongking Gulf Through History. Pennsylvania: University of Pennsylvania Press. pp. 1–25
- Li, Tana (2011). «Jiaozhi (Giao Chỉ) in the Han Period Tongking Gulf». In:  Li, Tana; Anderson, James A. The Tongking Gulf Through History. Pennsylvania: University of Pennsylvania Press. pp. 39–53. ISBN 978-0-812-20502-2
- Lipson, Mark; Cheronet, Olivia; Mallick, Swapan; Rohland, Nadin; Oxenham, Marc; Pietrusewsky, Michael; Pryce, Thomas Oliver; Willis, Anna; Matsumura, Hirofumi; Buckley, Hallie; Domett, Kate; Hai, Nguyen Giang; Hiep, Trinh Hoang; Kyaw, Aung Aung; Win, Tin Tin; Pradier, Baptiste; Broomandkhoshbacht, Nasreen; Candilio, Francesca; Changmai, Piya; Fernandes, Daniel; Ferry, Matthew; Gamarra, Beatriz; Harney, Eadaoin; Kampuansai, Jatupol; Kutanan, Wibhu; Michel, Megan; Novak, Mario; Oppenheimer, Jonas; Sirak, Kendra; Stewardson, Kristin; Zhang, Zhao; Flegontov, Pavel; Pinhasi, Ron; Reich, David (17 de maio de 2018). «Ancient genomes document multiple waves of migration in Southeast Asian prehistory». American Association for the Advancement of Science (AAAS). Science. 361 (6397): 92–95. Bibcode:2018Sci...361...92L. ISSN 0036-8075. PMC 6476732. PMID 29773666. bioRxiv 10.1101/278374 Verifique |biorxiv= value (ajuda). doi:10.1126/science.aat3188 Parâmetro desconhecido |biorxiv= ignorado (ajuda)
- Loewe, Michael (1986). «The Former Han dynasty». In:  Twitchett, Denis C.; Fairbank, John King. The Cambridge History of China: Volume 1, The Ch'in and Han Empires, 221 BC–AD 220. Cambridge: Cambridge University Press. pp. 110–128
- Lockhart, Bruce; Duiker, William (2006). The A to Z of Vietnam. Lanham: Scarecrow Press
- Miksic, John Norman; Yian, Go Geok (2016). Ancient Southeast Asia. [S.l.]: Taylor & Francis. ISBN 978-1-317-27903-7
- Nguyen, Ba Khoach (1980). «Phung Nguyen». University of Hawai'i Press. Asian Perspectives. 23 (1): 23–53. JSTOR 42929153
- O'Harrow, Stephen (1979). «From Co-loa to the Trung Sisters' Revolt: Viet-Nam as the Chinese Found It». Asian Perspectives. 22 (2): 140–164. JSTOR 42928006
- Jamieson, Neil L (1995). Understanding Vietnam. [S.l.]: University of California Press. ISBN 978-0-520-20157-6
- Paine, Lincoln (2013). The Sea and Civilization: A Maritime History of the World. [S.l.]: Knopf Doubleday Publishing Group. ISBN 978-0-307-96225-6
- Phan Huy Lê; Trần Quốc Vượng; Hà Văn Tấn; Lương Ninh (1991). Lịch sử Việt Nam. 1. [S.l.: s.n.]
- Schafer, Edward Hetzel (1967). The Vermilion Bird: T'ang Images of the South. Los Angeles: University of California Press
- Schuessler, Axel. (2007). An Etymological Dictionary of Old Chinese. [S.l.]: University of Hawaii Press
- Taylor, Keith (1980). «An Evaluation of the Chinese Period in Vietnamese History». The Journal of Asiatic Studies. 23 (1): 139–164
- Taylor, Keith Weller (1983). The Birth of the Vietnam. [S.l.]: University of California Press. ISBN 978-0-520-07417-0
- Taylor, Keith Weller (2013). A History of the Vietnamese. [S.l.]: Cambridge University Press. ISBN 978-0-521-87586-8
- Tessitore, John (1989). «View from the East Mountain: An Examination of the Relationship Between the Dong Son and Lake Tien Civilizations in the First Millennium BC». Asian Perspectives. 28 (1): 31–44. JSTOR 42928187
- Watson, Burton (1961). Records Of The Grand Historian Of China. [S.l.]: Columbia University Press
- Wu, Chunming; Rolett, Barry Vladimir (2019). Prehistoric Maritime Cultures and Seafaring in East Asia. [S.l.]: Springer Singapore. ISBN 978-981-329-256-7
- Yu, Ying-shih (1986). «Han foreign relations». In:  Twitchett, Denis C.; Fairbank, John King. The Cambridge History of China: Volume 1, The Ch'in and Han Empires, 221 BC–AD 220. Cambridge: Cambridge University Press. pp. 377–463